# Mesocyclops ogunnus
Mesocyclops ogunnus är en kräftdjursart som beskrevs av Onabamiro 1957. Mesocyclops ogunnus ingår i släktet Mesocyclops och familjen Cyclopidae. Inga underarter finns listade i Catalogue of Life.